# Pueblo calmuco
Los calmucos (en calmuco: Хальмгуд / Khalmgud) son un pueblo mongol parte de los oirates que habita en Calmuquia (Rusia), Sinkiang (China), Nueva Jersey (Estados Unidos), Mongolia y Kirguistán. Su idioma es el calmuco.

## Etimología
El nombre calmuco es de origen túrquico, descendiendo de la palabra prototúrquica *kiāl-mak ('quedarse' o 'resto'). Se le dio a la fracción de los mongoles oirates que emigro desde el Asia Central hasta Europa oriental, estableciéndose finalmente en la llanura al noroeste del mar Caspio en el siglo XVII. Los khojas de Kasgaria aplicaron el nombre calmuco a los oirates en el siglo XV.

## Historia
Se trata de un pueblo mongol conocidos con esta denominación desde el siglo XVII cuando llegaron del Asia Central a la desembocadura del Volga en la cabecera del Cáucaso.
Los mongoles tuvieron su residencia en Karakorum (1397); y aun después de haber perdido el dominio sobre China, eran aún poderosos en la Tartaria. De ellos salieron dos pueblos, los khalkhas y los elutos o calmucos; los primeros se sometieron más tarde a la China, y los otros a Rusia.
Entre los siglos XV y XVII, los calmucos eran nómadas que rivalizaron con China por el control de Pekín. Los calmucos en realidad son oirates, o sea mongoles de fe budista occidentales. A finales del siglo XV con Dayan Kan y en la segunda mitad del XVI con su nieto Altan Khan (1543-1583), consiguieron restaurar una parte del poder que tuvo su legendario antepasado Gengis Kan. Altan conquistó toda Mongolia e introdujo el lamaísmo entre los calmucos a raíz de sus campañas en el Tíbet. El jefe de la religión tibetana visitó Mongolia, donde organizó el lamaísmo (1577) y concedió a Altan el título de Dalái lama de Mongolia. Sus descendientes constituyeron una feudalidad religiosa, y se construyeron numerosos monasterios en el país. Bajo su liderazgo se difundió con éxito el budismo tibetano, que era conocido desde el siglo XIII, pero que los eclécticos gengiskanidas nunca habían adoptado. En 1603 los calmucos destruyeron el Kanato de Jiva y en 1639 subyugaron a los turcomanos de Mangyshlak.
Los calmucos se establecieron en la estepa abierta de ancho de Sarátov, en el norte de Astracán en el delta del Volga en el sur y el río Térek, en el suroeste. También acamparon en ambos lados del río Volga, del río Don en el oeste hasta el río Ural, en el este. Aunque estos territorios habían sido recientemente anexada por Rusia, que no estaba en condiciones de resolver la zona con colonos rusos.
Los zares rusos los utilizaron como pueblo fronterizo contra las incursiones de los pueblos de las estepas y los calmucos fueron reclutados en el ejército imperial. Su khan Ayuka (1670-1724) se hizo vasallo nominal de Rusia y los rusos lanzaron a estos guerreros budistas contra el Kanato de Crimea, los baskires y los nogayos, que eran musulmanes.
Aprovechando la muerte de Ayuka Khan en el año 1724, Kalmukia fue invadida y anexionada por el Imperio ruso. Aunque al principio los calmucos se mostraron antirrusos, la rusificación dio sus frutos, por lo que no dudaron en ayudar a Rusia en las guerras napoleónicas (1812-1815), en la guerra de Crimea (1853-1856) y en la guerra ruso-turca (1877-1878). Formaron un kanato fronterizo (territorio gobernado por un kan o gobernante mongol) que juró lealtad a Rusia a cambio de protección contra el ataque de los tártaros.
En 1763, la zarina firmó el "segundo Manifiesto" de invitación a emigrantes europeos, fechado el 22 de julio de 1763, que obtuvo un gran éxito. El manifiesto de Catalina II de Rusia fue respondido por polacos, holandeses, suecos, suizos, franceses y alemanes, estos últimos constituyeron el núcleo fundamental, el 80 % de las 30 000 personas que se dirigieron en ese primer contingente rumbo a Rusia. Por este motivo, a ese grupo étnico se lo conoce como alemanes del Volga.
Mas, una vez firmada la invitación por los emigrantes, se les hizo saber, en forma amable, y persuasivamente que todos, sin excepción, debían dedicarse a la colonización de las zonas del bajo Volga como agricultores. Se crearon 104 aldeas o colonias madres en la zona cercana a la ribera del río Volga. En el lado alto de la Bergseite (lado derecho del Volga) se establecieron inicialmente los colonizadores, en núcleos no mayores de mil familias, sobre los campos extendidos en un perímetro circular de 70 km; cada grupo, convenientemente delimitado, se consideraba como un distrito de colonización, dirigiéndose su administración desde las ciudades cabeceras de Sarátov y Samara. La zona este del Volga (Wiesenseite) estaba ocupado por kirguís, calmucos y tártaros mongólicos, quienes se consideraban dueños de la zona; por lo tanto al establecer las colonias en la parte oeste del río, se estaba construyendo una muralla viva, un bloqueo humano contra los pueblos calmucos, tártaros y quirquizios.
Durante el siglo XVII los calmucos fueron los que intentaron unir sin éxito al resto de los mongoles, pero los jaljas prefirieron una dominación lejana de los manchúes que la unión con sus hermanos calmucos, impidiendo el renacimiento de una fuerza mongola. No obstante, en 1758 los chinos aplastaron a los jaljas, las matanzas fueron numerosas y los supervivientes huyeron a Tobolsk, junto a sus hermanos calmucos bajo la protección rusa. Los chinos fundaron la colonia militar de Kuldja, que poblaron con condenados y musulmanes dunganos.
El kanato fue absorbido por la provincia rusa de Astracán en el siglo XVIII. En 1865 se construyó Elistá, ciudad que sería la futura capital del país con asentamientos fijos y Templos.

## La Revolución rusa

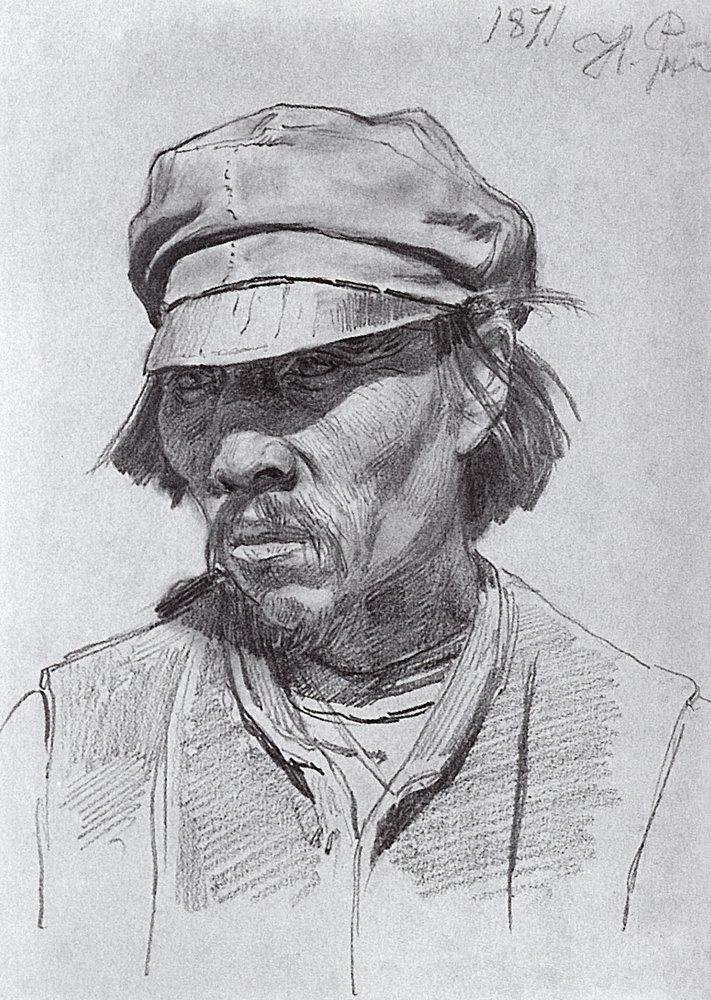
Retrato de un calmuco por Iliá Repin (1871).

Después de la Revolución de Octubre en 1917, muchos calmucos del Don se unieron al Ejército blanco y lucharon bajo el mando de los generales Denikin y Piotr Wrangel durante la guerra civil rusa. Antes de que el Ejército Rojo se abriera paso a la península de Crimea a finales del 1920, un numeroso grupo de calmucos huyeron de Rusia con los restos del derrotado ejército blanco hasta el mar Negro, y de allí se embarcó hacia Turquía.
La mayoría de los refugiados optaron por asentarse en Belgrado (Serbia). Otros grupos, mucho más pequeños, eligieron Sofía (Bulgaria), Praga (Checoslovaquia), y París y Lyon (Francia). Los refugiados calmucos en Belgrado construyeron un templo budista en el año 1929.
La óblast autónoma de Kalmukia fue establecida el 4 de noviembre de 1920 y posteriormente fue elevada al estatus de república autónoma el 20 de octubre de 1935.

## Las deportaciones durante la II Guerra Mundial
La colectivización y la deportación mermaron seriamente a los calmucos entre los años 1930 y 1940. Por este motivo, durante la II Guerra Mundial, algunos calmucos colaboraron con los invasores alemanes contra los soviéticos. Sin embargo, eso no puede ocultar el hecho de que aproximadamente 8 mil calmucos fueron condecorados por el Ejército soviético en diversos órdenes y medallas, y 21 hombres fueron galardonados con el título de Héroe de la Unión Soviética.
Habitaban en esos momentos las estepas al sur de Stalingrado y se extendían hacia el este y sur en dirección al mar Caspio. Los alemanes ocuparon estas estepas cuando el grupo de ejércitos A las atravesó de camino al Cáucaso y los pozos petrolíferos de Bakú. La ofensiva del Eje sirvió para situar parte de la república de los calmucos como territorio ocupado. Los alemanes apoyaron la creación de un Comité de Liberación Nacional en Elistá, la capital. Incluso los calmucos, por la dirección de un antiguo suboficial germano que conocía la lengua calmuca por su etapa anterior en la Primera Guerra Mundial y que de este modo llegará a capitán, formarán un cuerpo de caballería contra el comunismo soviético. Cuando fueron expulsados los nazis, Stalin y Lavrenti Beria, jefe la policía secreta soviética (NKVD) decidieron que todo el grupo étnico calmuco había de expiar los pecados de los que habían colaborado con el enemigo.
En diciembre de 1943, Beria envió unidades del NKVD a la estepa calmuca para que llevasen a cabo la deportación forzada. Las fuerzas de Beria pasaron varios días reconociendo la zona, comprobando cuantos vivían en cada casa, el número de personas o si tenían perros guardianes, y el 28 de diciembre de 1943 el NKVD actuó. Entraron por la madrugada en las casas y les dijeron a los calmucos que iban a expulsarlos, con muchos que estaban ausentes de sus hogares viéndose separados de los suyos sin saber si volverían a verlos nunca. Se transportó a los calmucos a estaciones ferroviarias a fin de llevarlos a los gulags más lejanos del territorio soviético. Familias enteras fueron metidas en los trenes para transportarlos a los diferentes campos donde iban a ser deportados. Fueron tratados con brutalidad, llegando incluso en uno de los campos de Siberia donde fueron enviados, Krai de Altái, a morir durante el viaje 290 de las 478 personas allí deportadas.
Según NF Bugai, el experto principal de Rusia sobre las deportaciones, el 4,9 % de la población calmuca murió durante los tres primeros meses de 1944, un 1,5 % en los tres primeros meses de 1945, y el 0,7 % en el mismo periodo de 1946.
La gran mayoría fueron enviados a Siberia o a campos de concentración al norte de los Urales. Sin embargo, algunos lograron escapar a Europa y a Estados Unidos.

## La reconstrucción de la República autónoma

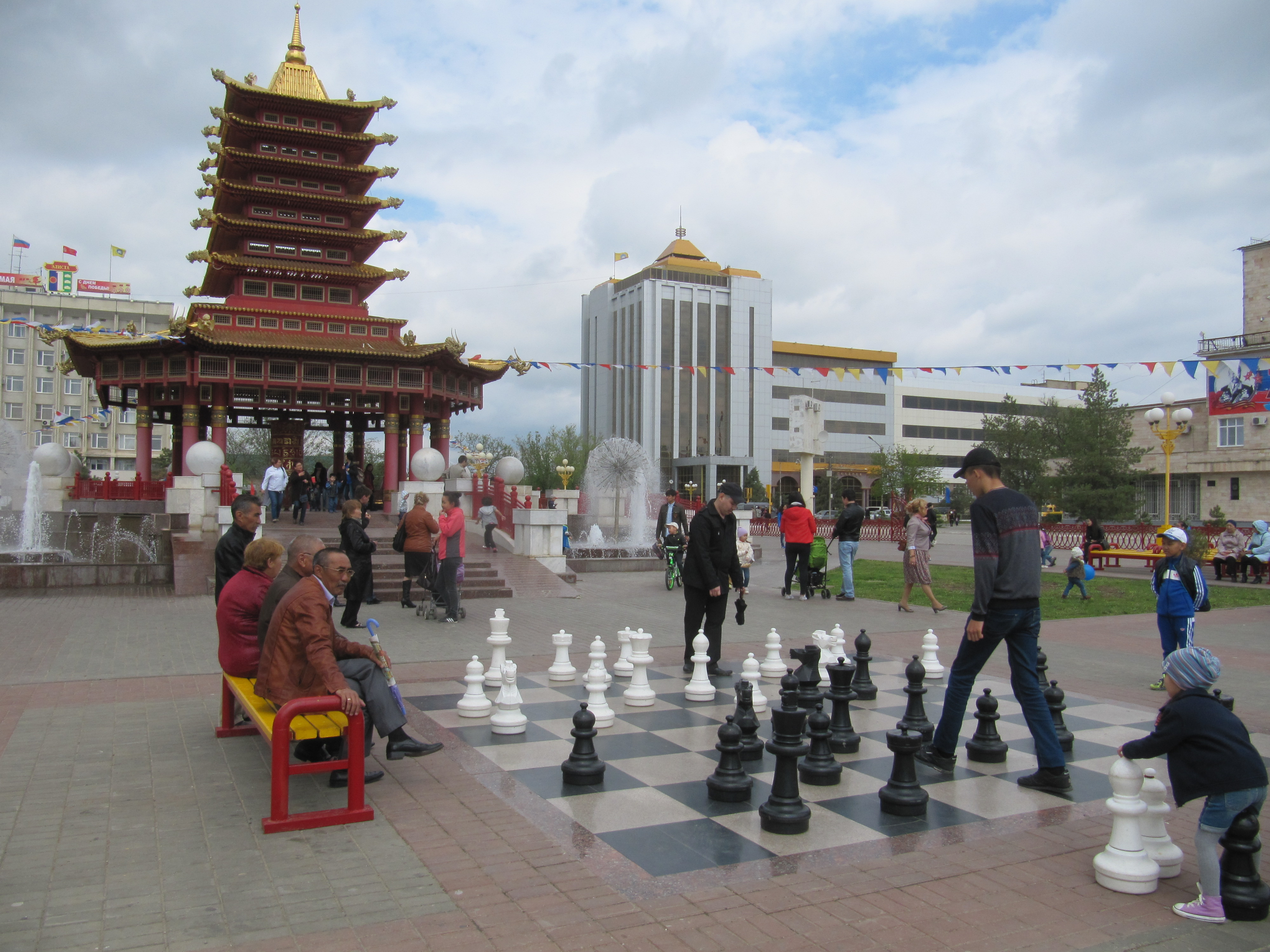
Jugando al ajedrez en Elistá (2015).

Fueron restablecidos en 1956. Seguidamente fue reconstituida inicialmente el día 9 de enero de 1957 en la provincia autónoma y luego el día 29 de julio de 1958 restituida en la República Autónoma Socialista Soviética. Los años subsiguientes Rusia implanta en la región programas agrícolas de riego que dan como resultado la desertificación generalizada del territorio, y además decide colocar plantas industriales económicamente inviables que luego fueron abandonadas. Con el derrumbamiento de la Unión Soviética, su cultura y fe budista han experimentado un renacimiento. En 1989, se erigió en su capital Elistá, un monumento en recuerdo a las víctimas.

## La huida de los calmucos a China
En su libro "La rebelión de los tártaros", publicado en el año 1837, que por su brevedad podría ser considerado artículo, Thomas De Quincey, narra la gran huida protagonizada por los calmucos desde su Kanato leal a Rusia hasta las fronteras de China. El libro, cuenta como en enero de 1771, los tártaros calmucos, súbditos de la zarina Catalina la Grande, iniciaron un viaje a través de la estepa rusa que los llevaría hasta la mismísima Gran Muralla china, donde serían acogidos por el entonces emperador Qianlong.
Aparentemente, las únicas referencias del suceso a las que pudo tener acceso De Quincey fueron una nota a pie de página que hacía referencia a las memorias de unos misioneros jesuitas en China, y al libro de un viajero alemán que también relató la misma historia.

## Música calmuca
La música de Kalmukia tiene sus raíces en la cultura musical de los oirates, un poco influenciado por turcos, el Cáucaso y la música rusa y la instrumentación. Los instrumentos tradicionales incluyen el dombra, que se utiliza para acompañar la música de baile. El estado conjunto folclórico Tulpan se formó en 1937 para promover la música tradicional calmuca.

## Mitología
En el Diccionario infernal de Collin de Plancy se cita a su ídolo llamado Altangatufun.[cita requerida]

## Otras referencias
En su libro Historia general y particular, escrita en francés por el Conde de Buffon, aparece una referencia los calmucos como: "Tártaros tenidos por los más feos entre todos los hombres". La monumental obra de Mijaíl Shólojov El Don apacible (1957) sobre los cosacos del Don hace múltiples referencias a los calmucos de la época de la Primera Guerra Mundial y la guerra civil rusa. En el capítulo 15 de la novela El pájaro pintado de Jerzy Kosinski se relata la devastación de una aldea por parte de los calmucos, y se describe explícitamente la violencia sexual practicada sobre las mujeres en medio del final de la Segunda Guerra Mundial.

## Calmucos ilustres y otros personajes relacionados
- Youri Djorkaeff, jugador de fútbol, descendiente de la etnia calmuca por parte de padre.
- Vladímir Lenin, descendiente de calmucos por parte de sus abuelos paternos, Nikolái Uliánov (parcialmente calmuco) y Anna Uliánova (completamente calmuca).
- Kirsán Iliumzhínov, ajedrecista, multimillonario y político, presidente de la Federación Internacional de Ajedrez.
- Velimir Jlébnikov, poeta futurista ruso, pasó los primeros seis años de su infancia entre los calmucos.[5]